# جیم پیو
 جیم پیو (انگلیسی: Jim Pugh؛ زاده ۵ فوریهٔ ۱۹۶۴) یک تنیس‌باز اهل ایالات متحده آمریکا است.